# Luiz Carlos Winck
Luiz Carlos Winck, född den 5 januari 1963 i Portão, Brasilien, är en brasiliansk fotbollsspelare som tog OS-silver i fotbollsturneringen vid de olympiska sommarspelen 1988 i Seoul.